# Pipistrellus hanaki
Pipistrellus hanaki é uma espécie de morcego da família Vespertilionidae. Endêmica da Líbia.